# Vaccinium minus
Vaccinium minus là một loài thực vật có hoa trong họ Thạch nam. Loài này được Vorosch. miêu tả khoa học đầu tiên.